# 富尔达河
富尔达河（德語：Fulda，發音：[ˈfʊlda] ⓘ）发源于德国黑森州伦山脉的瓦瑟山，在考丰根林山和赖恩哈茨林山地区的下萨克森州城市漢恩明登与威拉河汇合，形成威悉河，并一直流入北海。富尔达河总长218千米，是黑森州最长的一条河流，长度虽不及威拉河，但水量超过威拉河，流域面积达6947平方千米。